# بخش بروآ
بخش بروآ یکی از بخشهای ایالت فریبورگ  در کشور سوئیس است.